# المقاطعة المركزية
المقاطعة المركزية (بالإنجليزية: Central District)‏ هي مقاطعة في بوتسوانا، تتبع بوتسوانا، عاصمتها سيرووي ‏.

## الموقع
تشترك في الحدود مع:
- مقاطعة الشمال الشرقي
- مقاطعة الشمال الغربي
- سيليبي-فيكوي
- سوا، بوتسوانا  [لغات أخرى]‏
- مقاطعة غانزي
- مقاطعة كغاتلنغ
- مقاطعة كويننغ
- ليمبوبو.